# کاترینا ژیدکوا
کاترینا ژیدکوا (انگلیسی: Katerina Zhidkova؛ زادهٔ ۲۸ سپتامبر ۱۹۸۹) بازیکن والیبال اهل اوکراین است.
از باشگاه‌هایی که در آن بازی کرده‌است می‌توان به آزرایل باکو اشاره کرد.